# Sobira Xoldorova
Sobira Xoldorova (russisch Собира Холдарова Sobira Choldarowa; * 1907 in Chust, Provinz Fargʻona, Russisches Kaiserreich; † 1984 in Taschkent, Sowjetunion) war die erste usbekische Journalistin, die Opfer von Repressionen wurde.

## Leben
Sobira Xoldorova wurde im Jahr 1907 in Chust, in der Provinz Fargʻona des Russischen Kaiserreichs in einer armen Bauernfamilie geboren. In ihrer Jugend verstarb ihr Vater, und ihre Mutter kehrte in das elterliche Haus zurück. Sobiros Jugend verlief unter der Aufsicht ihres Onkels. Jedoch wurde sie 1918 von einem entfernten Verwandten adoptiert, und als minderjähriges Mädchen wurde sie einem älteren Mann zur Ehe gegeben. Sobira stimmte der Heirat nicht zu, weshalb sie von ihrem Ehemann misshandelt und in einem Schuppen eingesperrt wurde. Dennoch gelang es ihr bald, aus dem Schuppen zu fliehen, und sie streifte durch die Straßen von Kokand. Bald darauf entdeckten Polizeibeamte sie auf der Straße und brachten sie zur Internatsschule Nr. 5 in Qoʻqon. Sobira Xoldorova besuchte die Internatsschule und zeigte Talent im Unterricht, sie erlernte auch die russische Sprache.
Im Jahr 1923 zog sie nach Taschkent und verbrachte zwei Jahre in der Bildungseinrichtung Хотин-кизлар Билим Юрти für Mädchen. Nach ihrem Abschluss wurde sie eine der Redakteurinnen der Zeitung Янги йул („Neuer Weg“). Im Jahr 1924 trat sie der Kommunistischen Partei der Sowjetunion bei. Am 3. November 1921 heiratete sie Saidakhmad Nazarov.
Im Jahr 1926 begab sie sich zum Studium am Staatlichen Institut für Journalismus in Moskau, nach dessen Abschluss sie zur ersten usbekischen Journalistin der Sowjetunion wurde. Nach ihrer Rückkehr nach Taschkent arbeitete sie in den Redaktionen mehrerer Zeitungen und Zeitschriften. Im Jahr 1930 wurde sie zur stellvertretenden Vorsitzenden des Zentralkomitees für öffentliche Agitation und zur Vorsitzenden des Sektors für die Arbeit mit Frauen und Mädchen ernannt.
Im Jahr 1937 wurde Sobira Xoldorova der „Verlust des Klassenbewusstseins und der Verbindung zur intellektuellen revolutionären Bewegung“ vorgeworfen, woraufhin sie verurteilt und ins Gefängnis geschickt wurde. Am 5. Dezember 1940 wurde sie zu 10 Jahren Lagerhaft verurteilt und nach Sacha geschickt. Im Jahr 1955 kehrte sie aus dem Gefängnis nach Taschkent zurück. Am 22. Juni 1956 wurde sie freigesprochen. Während der Verhöre und der Haft litt sie unter psychischen Störungen.